# Latitanti di massima pericolosità
In Italia, l'elenco dei latitanti di massima pericolosità è una lista redatta dal Gruppo integrato interforze per la ricerca dei latitanti più pericolosi (GIIRL) della Direzione centrale della polizia criminale nell'ambito del Programma speciale di ricerca, che annovera i criminali considerati di estrema pericolosità.
Di essi viene fornita, oltre a una foto segnaletica e alle generalità (nome, cognome, data e luogo di nascita), anche una generica indicazione dei reati per cui sono ricercati, con l'anno a partire dal quale si sono iniziate le ricerche. La lista, concepita e messa in opera a partire dal luglio 1992, ha annoverato stabilmente 30 latitanti fino al 2009: infatti, quando un latitante veniva catturato, veniva automaticamente rimosso dalla lista e sostituito con un altro criminale ancora ricercato, che proveniva da una lista "cadetta" di 100 nominativi.
Oggi una lista detta "dei latitanti pericolosi" raccoglie l'elenco dei latitanti di minor entità. Al 31 dicembre 2023, questa contiene i nomi di 56 soggetti: 31 responsabili di “gravi delitti”, 14 appartenenti alla ‘Ndrangheta, 2 alla Camorra, 6 alla criminalità pugliese, 2 a Cosa Nostra e 1 responsabile di "sequestri di persona", secondo quanto riportato nell'elaborato del Ministero dell'Interno pubblicato in febbraio 2024.
Come si legge dalla presentazione della lista nel sito internet che la ospita, «L'iniziativa è volta a stimolare lo spirito di collaborazione della collettività con le Forze di Polizia nel settore della ricerca di pericolosi malviventi».

## Elenco
Alla data del 2 luglio 2025, l'elenco, suddiviso per organizzazioni criminali di appartenenza, è così composto:

### Cosa nostra
- Giovanni Motisi, ricercato dal 1998, deve scontare l'ergastolo.[3]

### Anonima Sequestri Sarda
- Attilio Cubeddu, ricercato dal 1997[4], deve scontare 30 anni in via definitiva.

### Camorra
- Renato Cinquegranella, ricercato dal 2002, deve scontare l'ergastolo.[5]
- Roberto Mazzarella, ricercato dal 2025 per associazione mafiosa e omicidio.

## Rimossi dalla lista

### 2023
- Pasquale Bonavota ('ndrangheta), ricercato dal 2018 e arrestato il 27 aprile 2023 a Genova.[6]
- Matteo Messina Denaro (Cosa nostra), ricercato dal 1993 e arrestato il 16 gennaio 2023 a Palermo.[7]

### 2021
- Graziano Mesina (Anonima Sequestri Sarda), ricercato dal 2020 e arrestato il 18 dicembre 2021 a Desulo (NU).[8]
- Raffaele Imperiale (Camorra), ricercato dal 2016 e arrestato il 4 agosto 2021 a Dubai (Emirati Arabi Uniti).[9]
- Rocco Morabito ('ndrangheta), ricercato dal 2019 e arrestato il 24 maggio 2021 a João Pessoa (Brasile).[10]
- Francesco Pelle ('ndrangheta), ricercato dal 2019 e arrestato il 29 marzo 2021 a Lisbona (Portogallo).[11]

### 2019
- Marco Di Lauro (Camorra), ricercato dal 2004 e arrestato il 2 marzo 2019 a Napoli.[12]

### 2017
- Giuseppe Giorgi ('ndrangheta), ricercato dal 1994 e arrestato il 2 giugno 2017 a San Luca (RC).[13]

### 2016
- Ernesto Fazzalari ('ndrangheta), ricercato dal 1996 e arrestato il 26 giugno 2016 a Taurianova  (RC).[14]

### 2015
- Pasquale Scotti (Camorra), ricercato dal 1984 e arrestato il 26 maggio 2015 a Recife (Brasile).[15]

### 2013
- Francesco Nirta ('ndrangheta), ricercato dal 2007 e arrestato il 20 settembre 2013 a Utrecht (Paesi Bassi).[16]
- Michele Antonio Varano ('ndrangheta), latitante dal 2000, rimosso dalla lista l'11 giugno 2013 e costituitosi il 2 dicembre 2014 a Genova.[17]

### 2012
- Domenico Condello ('ndrangheta), ricercato dal 1993 e arrestato il 10 ottobre 2012 a Reggio Calabria.[18]
- Francesco Matrone (Camorra), ricercato dal 2007 e arrestato il 17 agosto 2012 ad Acerno (SA).[19]
- Vito Badalamenti (Cosa nostra), ricercato dal 1995 e rimosso dalla lista il 2 aprile 2012 per revoca del mandato d'arresto.[20]

### 2011
- Michele Zagaria (Camorra), ricercato dal 1995 e arrestato il 7 dicembre 2011 a Casapesenna (CE).[21]
- Sebastiano Pelle ('ndrangheta), ricercato dal 1995 e arrestato il 9 novembre 2011 a Reggio Calabria.[22]
- Giovanni Arena (Cosa nostra), ricercato dal 1993 e arrestato il 26 ottobre 2011 a Catania.[23]
- Giuseppe Dell'Aquila (Camorra), ricercato dal 2002 e arrestato il 25 maggio 2011 a Giugliano in Campania (NA).[24]
- Giuseppe Pacilli (Società foggiana), ricercato dal 2009 e arrestato il 13 maggio 2011 a Monte Sant'Angelo (FG).[25]
- Mario Caterino (Camorra), ricercato dal 2005 e arrestato il 2 maggio 2011 a Casal di Principe (CE).[26]

### 2010
- Antonio Iovine (Camorra), ricercato dal 1996 e arrestato il 17 novembre 2010 a Casal di Principe (CE).[27]
- Gerlandino Messina (Cosa nostra), ricercato dal 1999 e arrestato il 23 ottobre 2010 a Favara (AG).[28]
- Franco Li Bergolis (Società foggiana), ricercato dal 2009 e arrestato il 26 settembre 2010 a Monte Sant'Angelo (FG).[29]
- Cesare Pagano (Camorra), ricercato dal 2009 e arrestato l'8 luglio 2010 a Licola (NA).[30]
- Giuseppe Falsone (Cosa nostra), ricercato dal 1999 e arrestato il 25 giugno 2010 a Marsiglia (Francia).[31]
- Giovanni Tegano ('ndrangheta), ricercato dal 1993 e arrestato il 26 aprile 2010 a Reggio Calabria.[32]
- Nicola Panaro (Camorra), ricercato dal 2003 e arrestato il 14 aprile 2010 a Lusciano (CE).[33]
- Paolo Di Mauro (Camorra), ricercato dal 2002 e arrestato il 27 gennaio 2010 a Barcellona (Spagna).[34]

### 2009
- Raffaele Arzu, ricercato dal 2002 e arrestato l'8 dicembre 2009 a Talana (NU).[35]
- Gaetano Fidanzati (Cosa nostra), ricercato dal 2008 e arrestato il 5 dicembre 2009 a Milano.[36]
- Giovanni Nicchi (Cosa nostra), ricercato dal 2006 e arrestato il 5 dicembre 2009 a Palermo.[36]
- Domenico Raccuglia (Cosa nostra), ricercato dal 1996 e arrestato il 15 novembre 2009 a Calatafimi (TP).[37]
- Luigi Esposito (Camorra), ricercato dal 2003 e arrestato il 7 novembre 2009 a Napoli.[38]
- Pasquale Russo (Camorra), ricercato dal 1993 e arrestato il 1º novembre 2009 a Sperone (AV).[39]
- Salvatore Russo (Camorra), ricercato dal 1994 e arrestato il 31 ottobre 2009 a Somma Vesuviana (NA).[40]
- Michele Labate ('ndrangheta), ricercato dal 2007 e costituitosi il 22 ottobre 2009 a Roma.[41]
- Santo La Causa (Cosa nostra), ricercato dal 2007 e arrestato l'8 ottobre 2009 a Paternò (CT).[42]
- Carmelo Barbaro ('ndrangheta), ricercato dal 2001 e arrestato il 12 settembre 2009 a Reggio Calabria.[43]
- Paolo Rosario De Stefano ('ndrangheta), ricercato dal 2005 e arrestato il 18 agosto 2009 a Taormina (ME).[44]
- Salvatore Miceli (Cosa nostra), ricercato dal 2001 e arrestato il 21 giugno 2009 a Caracas (Venezuela).[45]
- Antonio Pelle ('ndrangheta), ricercato dal 2000 e arrestato il 12 giugno 2009 a Polistena (RC).[46]
- Salvatore Coluccio ('ndrangheta), ricercato dal 2005 e arrestato il 10 maggio 2009 a Roccella Ionica (RC).[47]
- Raffaele Diana (Camorra), ricercato dal 2004 e arrestato il 3 maggio 2009 a Casal di Principe (CE).[48]
- Giovanni Strangio ('ndrangheta), ricercato dal 2007 e arrestato il 12 marzo 2009 ad Amsterdam (Paesi Bassi).[49]
- Giuseppe Setola (Camorra), ricercato dal 2008 e arrestato il 14 gennaio 2009 a Mignano Monte Lungo (CE).[50]

### 2008
- Pietro Criaco ('ndrangheta), ricercato dal 1997 e arrestato il 28 dicembre 2008 ad Africo (RC).[51]
- Giuseppe De Stefano ('ndrangheta), ricercato dal 2003 e arrestato il 10 dicembre 2008 a Reggio Calabria.[52]
- Patrizio Bosti (Camorra), ricercato dal 2005 e arrestato il 10 agosto 2008 a Gerona (Spagna).[53]
- Giuseppe Coluccio ('ndrangheta), ricercato dal 2005 e arrestato il 7 agosto 2008 a Toronto (Canada).[54]
- Pasquale Condello ('ndrangheta), ricercato dal 1990 e arrestato il 18 febbraio 2008 a Reggio Calabria.[55]
- Vincenzo Licciardi (Camorra), ricercato dal 2004 e arrestato il 7 febbraio 2008 a Cuma (NA).[56]

### 2007
- Edoardo Contini (Camorra), ricercato dal 2000 e arrestato il 14 dicembre 2007 a Casavatore (NA).[57]
- Daniele Emmanuello (Cosa nostra), ricercato dal 1996 e ucciso dalla Polizia il 3 dicembre 2007 a Villarosa (EN).[58]
- Andrea Adamo (Cosa nostra), ricercato dal 2001 e arrestato il 5 novembre 2007 a Giardinello (PA).[59]
- Salvatore Lo Piccolo (Cosa nostra), ricercato dal 1983 e arrestato il 5 novembre 2007 a Giardinello (PA).[59]
- Sandro Lo Piccolo (Cosa nostra), ricercato dal 1998 e arrestato il 5 novembre 2007 a Giardinello (PA).[59]
- Giuseppe Bellocco ('ndrangheta), ricercato dal 1997 e arrestato il 16 luglio 2007 a Mileto (VV).[60]
- Salvatore Pelle ('ndrangheta), ricercato dal 1991 e arrestato il 10 marzo 2007 a Reggio Calabria.[61]

### 2006
- Maurizio Di Gati (Cosa nostra), ricercato dal 1999 e arrestato il 25 novembre 2006 ad Agrigento.[62]
- Bernardo Provenzano (Cosa nostra), ricercato dal 1963 e arrestato l'11 aprile 2006 a Corleone (PA).[63]
- Giuseppe D'Agostino ('ndrangheta), ricercato dal 1997 e arrestato il 23 marzo 2006 a Rosarno (RC).[64]
- Rose Ann Scrocco (anarco-insurrezionalista), ricercata dal 1991 e arrestata il 16 gennaio 2006 ad Amsterdam (Paesi Bassi).[65]

### 2005
- Umberto Di Fazio (Cosa nostra), ricercato dal 2000 e arrestato il 23 ottobre 2005 a Enna.[66]
- Paolo Di Lauro (Camorra), ricercato dal 2002 e arrestato il 16 settembre 2005 a Napoli.[67]
- Luigi Putrone (Cosa nostra), ricercato dal 1998 e arrestato l'11 agosto 2005 a Ústí nad Labem (Repubblica Ceca).[68]
- Vincenzo Iamonte ('ndrangheta), ricercato dal 1993 e arrestato il 30 luglio 2005 a Reggio Calabria.[69]
- Antonio Commisso ('ndrangheta), ricercato dal 2004 e arrestato il 28 giugno 2005 a Toronto (Canada).[70]
- Giuseppe Iamonte ('ndrangheta), ricercato dal 1993 e arrestato il 14 maggio 2005 a Santo Stefano in Aspromonte (RC).[71]
- Gregorio Bellocco ('ndrangheta), ricercato dal 1994 e arrestato il 16 febbraio 2005 a Rosarno (RC).[72]
- Raffaele Antonio Ligato (Camorra), ricercato dal 2004 e arrestato il 26 gennaio 2005 a Magonza (Germania).[73]

### 2004
- Andrea Ghira, ricercato dal 1975 e rimosso dalla lista il 9 settembre 2004 perché ritenuto morto.[74]
- Pasquale Tegano ('ndrangheta), ricercato dal 1994 e arrestato il 6 agosto 2004 a Reggio Calabria.[75]
- Vito Bigione (Cosa nostra), ricercato dal 1995 e arrestato il 27 maggio 2004 a Caracas (Venezuela).[76]
- Vito Roberto Palazzolo (Cosa nostra), ricercato dal 1986, rimosso dalla lista il 23 aprile 2004 e arrestato il 30 marzo 2012 a Bangkok (Thailandia).[77]
- Roberto Pannunzi ('ndrangheta), ricercato dal 1999 e arrestato il 5 aprile 2004 a Madrid (Spagna).[78]
- Francesco Schiavone (Camorra), ricercato dal 2002 e arrestato il 13 marzo 2004 a Krosno (Polonia).[79]
- Orazio De Stefano ('ndrangheta), ricercato dal 1988 e arrestato il 22 febbraio 2004 a Reggio Calabria.[80]
- Giuseppe Morabito ('ndrangheta), ricercato dal 1992 e arrestato il 18 febbraio 2004 a Cardeto (RC).[81]

### 2003
- Giovanni Bonomo (Cosa nostra), ricercato dal 1996 e arrestato il 14 novembre 2003 a Dakar (Senegal).[82]
- Francesco Mallardo (Camorra), ricercato dal 2002 e arrestato il 28 agosto 2003 a Nola (NA).[83]
- Filippo Cerfeda (Sacra Corona Unita), ricercato dal 2001 e arrestato il 12 marzo 2003 a Ridderkerk (Paesi Bassi).[84]
- Salvatore Rinella (Cosa nostra), ricercato dal 1994 e arrestato il 6 marzo 2003 a Palermo.[85]
- Andrea Manciaracina (Cosa nostra), ricercato dal 1992 e arrestato il 31 gennaio 2003 a Marsala (TP).[86]

### 2002
- Luigi Facchineri ('ndrangheta), ricercato dal 1987 e arrestato il 31 agosto 2002 a Cannes (Francia).[87]
- Giuseppe Balsano (Cosa nostra), ricercato dal 1993 e arrestato il 21 maggio 2002 a Monreale (PA).[88]
- Antonino Giuffrè (Cosa nostra), ricercato dal 1994 e arrestato il 16 aprile 2002 a Roccapalumba (PA).[89]

### 2001
- Giuseppe Barbaro ('ndrangheta), ricercato dal 1987 e arrestato il 10 dicembre 2001 a Platì (RC).[90]
- Carmine De Stefano ('ndrangheta), ricercato dal 1994 e arrestato il 9 dicembre 2001 a Reggio Calabria.[91]
- Maria Licciardi (Camorra), ricercata dal 1999 e arrestata il 14 giugno 2001 a Melito di Napoli (NA).[92]
- Vito Di Emidio (Sacra Corona Unita), ricercato dal 1995 e arrestato il 29 maggio 2001 a Brindisi.[93]
- Gaetano Santaiti ('ndrangheta), ricercato dal 1993 e arrestato il 20 maggio 2001 a Seminara (RC).[94]
- Angelo Nuvoletta (Camorra), ricercato dal 1995 e arrestato il 17 maggio 2001 a Marano di Napoli (NA).[95]
- Vincenzo Virga (Cosa nostra), ricercato dal 1994 e arrestato il 21 febbraio 2001 a Trapani.[96]
- Benedetto Spera (Cosa nostra), ricercato dal 1994 e arrestato il 30 gennaio 2001 a Mezzojuso (PA).[97]

### 2000
- Erminia Giuliano (Camorra), ricercata dal 2000 e arrestata il 24 dicembre 2000 a Napoli.[98]
- Francesco Prudentino (Sacra Corona Unita), ricercato dal 1995 e arrestato il 22 dicembre 2000 a Salonicco (Grecia).[99]
- Salvatore Genovese (Cosa nostra), ricercato dal 1993 e arrestato il 12 ottobre 2000 a San Giuseppe Jato (PA).[100]
- Ferdinando Cesarano (Camorra), ricercato dal 1998 e arrestato il 10 giugno 2000 a Torre Annunziata (NA).[101]
- Antonio Libri ('ndrangheta), ricercato dal 1994 e arrestato il 23 maggio 2000 a Reggio Calabria.[102]
- Gennaro Sacco (Camorra), ricercato dal 1999 e arrestato il 19 aprile 2000 a Napoli.[103]
- Francesco Mallardo (Camorra), ricercato dal 1999 e arrestato il 14 aprile 2000 a Giugliano in Campania (NA).[104]

### 1999
- Bachisio Franco Goddi (Anonima Sequestri Sarda), ricercato dal 1999 e arrestato il 13 luglio 1999 a Viterbo.[105]
- Giuseppe Piromalli ('ndrangheta), ricercato dal 1993 e arrestato l'11 marzo 1999 a Gioia Tauro (RC).[106]
- Salvatore Di Gangi (Cosa nostra), ricercato dal 1994 e arrestato il 29 gennaio 1999 a Palermo.[107]

### 1998
- Pino Cammarata (Cosa nostra), ricercato dal 1991 e arrestato il 4 dicembre 1998 a Riesi (CL).[108]
- Francesco Messina Denaro (Cosa nostra), ricercato dal 1990 e rimosso dalla lista il 30 novembre 1998 perché morto per cause naturali.[109]
- Diego Burzotta (Cosa nostra), ricercato dal 1994 e arrestato il 14 ottobre 1998 a Barcellona (Spagna).[110]
- Mariano Tullio Troia (Cosa nostra), ricercato dal 1992 e arrestato il 15 settembre 1998 a Palermo.[111]
- Francesco Schiavone (Camorra), ricercato dal 1993 e arrestato l'11 luglio 1998 a Casal di Principe (CE).[112]
- Giuseppe Guastella (Cosa nostra), ricercato dal 1996 e arrestato il 24 maggio 1998 a Palermo.[108]
- Vito Vitale (Cosa nostra), ricercato dal 1995 e arrestato il 14 aprile 1998 a Borgetto (PA).[113]

### 1997
- Natale Rosmini ('ndrangheta), ricercato dal 1990 e arrestato il 13 dicembre 1997 a Nizza (Francia).[114]
- Mario Fabbrocino (Camorra), ricercato dal 1987 e arrestato il 3 settembre 1997 a Buenos Aires (Argentina).[115]
- Girolamo Molè ('ndrangheta), ricercato dal 1993 e arrestato il 12 luglio 1997 a Gioia Tauro (RC).[116]
- Pietro Aglieri (Cosa nostra), ricercato dal 1989 e arrestato il 6 giugno 1997 a Bagheria (PA).[117]
- Giuseppe La Mattina (Cosa nostra), arrestato il 6 giugno 1997 a Bagheria (PA).[117]
- Giuseppe Polverino (Camorra), ricercato dal 1992 e arrestato il 21 maggio 1997 a Napoli.[118]
- Giuseppe Mancuso ('ndrangheta), ricercato dal 1993 e arrestato il 29 aprile 1997 a San Calogero (VV).[119]
- Mariano Asaro (Cosa nostra), ricercato dal 1991 e arrestato il 18 aprile 1997 a Calatafimi (TP).[120]
- Michele Mercadante (Cosa nostra), arrestato il 18 aprile 1997 a Calatafimi (TP).[120]

### 1996
- Marzio Sepe (Camorra), ricercato dal 1993 e arrestato il 6 settembre 1996 a Camposano (NA).[121]
- Carlo Greco (Cosa nostra), ricercato dal 1989 e arrestato il 26 luglio 1996 a Palermo.[122]
- Nicola Arena ('ndrangheta), ricercato dal 1993 e arrestato il 6 luglio 1996 a Isola di Capo Rizzuto (KR).[123]
- Giorgio De Stefano ('ndrangheta), ricercato dal 1995 e arrestato il 1º luglio 1996 a Reggio Calabria.[124]
- Giovanni Brusca (Cosa nostra), ricercato dal 1991 e arrestato il 20 maggio 1996 ad Agrigento.[125]
- Salvatore Cucuzza (Cosa nostra), ricercato dal 1994 e arrestato il 5 maggio 1996 a Palermo.[126]

### 1995
- Salvatore Cristaldi (Cosa nostra), ricercato dal 1993 e arrestato il 7 ottobre 1995 ad Aci Catena (CT).[127]
- Antonio Strangio ('ndrangheta), arrestato il 19 agosto 1995 a Barcellona (Spagna).[128]
- Leoluca Bagarella (Cosa nostra), ricercato dal 1992 e arrestato il 24 giugno 1995 a Palermo.[129]
- Eugenio Galea (Cosa nostra), ricercato dal 1992 e arrestato il 13 gennaio 1995 a Pedara (CT).[130]

### 1994
- Michelangelo La Barbera (Cosa nostra), ricercato dal 1994 e arrestato il 3 dicembre 1994 a Palermo.[131]
- Lorenzo Tinnirello (Cosa Nostra), ricercato dal 1989 e arrestato il 27 agosto 1994 a Trabia (PA).[132]
- Santo Araniti ('ndrangheta), ricercato dal 1983 e arrestato il 24 maggio 1994 a Roma.[133]
- Giuseppe Graviano (Cosa nostra), ricercato dal 1984 e arrestato il 27 gennaio 1994 a Milano.[134]

### 1993
- Vincenzo Milazzo (Cosa nostra), ricercato dal 1992 e rimosso dalla lista il 14 dicembre 1993 perché ucciso su ordine di Brusca.[135]
- Giuseppe Pulvirenti (Cosa nostra), ricercato dal 1982 e arrestato il 2 giugno 1993 a Belpasso (CT).[136]
- Benedetto Santapaola (Cosa nostra), ricercato dal 1982 e arrestato il 18 maggio 1993 a Mazzarrone (CT).[137]
- Umberto Ammaturo (Camorra), ricercato dal 1990 e arrestato il 3 maggio 1993 a Lima (Perù).[138]
- Antonio Imerti ('ndrangheta), ricercato dal 1986 e arrestato il 23 marzo 1993 a Fiumara (RC).[139]
- Mario Umberto Imparato (Camorra), ricercato dal 1989 e ucciso dalla Polizia il 15 marzo 1993 a Castellammare di Stabia (NA).[140]
- Umberto Bellocco ('ndrangheta), ricercato dal 1988 e arrestato il 18 febbraio 1993 a Rosarno (RC).[141]
- Rosetta Cutolo (Camorra), ricercata dal 1981 e costituitasi l'8 febbraio 1993 a Ottaviano (NA).[142]
- Salvatore Riina (Cosa nostra), ricercato dal 1969 e arrestato il 15 gennaio 1993 a Palermo.[143]

### 1992
- Matteo Boe (Anonima Sequestri Sarda), ricercato dal 1986 e arrestato il 13 ottobre 1992 a Porto Vecchio (Francia).[144]
- Domenico Libri ('ndrangheta), ricercato dal 1989 e arrestato il 17 settembre 1992 a Marsiglia (Francia).[145]
- Carmine Alfieri (Camorra), ricercato dal 1982 e arrestato l'11 settembre 1992 a Piazzolla di Nola (NA).[146]
- Raffaele Stolder (Camorra), ricercato dal 1989 e arrestato il 10 settembre 1992 a Roma.[147]
- Giuseppe Madonia (Cosa nostra), ricercato dal 1983 e arrestato il 6 settembre 1992 a Longare (VI).[148]